# Terellia quadratula
Terellia quadratula
 es una especie de insecto del género Terellia de la familia Tephritidae del orden Diptera. 
Friedrich Hermann Loew la describió científicamente por primera vez en el año 1869.